# 치외법권 (2015년 영화)
"치외법권"은 2015년에 개봉한 대한민국의 영화이다.

## 캐스팅
- 임창정 : 이정진 역
- 최다니엘 : 조유민 역
- 장광 : 강성기 역
- 이경영 : 왕 팀장 역
- 임은경 : 장은정 역
- 정한비 : 왕민정 역
- 한주영 : 초희 역
- 문제영 : 희진 역
- 서현기 : 외눈 역
- 최홍일 : 경찰청장 역
- 서진원 : 조 팀장 역
- 송영재 : 강 의원 역
- 김지은 : 은주 역
- 강승완 : 마늘 역
- 황태광 : 비리검사 역
- 김기천 : 극락원의사 역
- 윤주 : 썸녀 역
- 신정섭 : 김 집사 역
- 정형석 : 차장검사 1 역
- 송경의 : 차장검사 2 역
- 강신철 : 폐창고형사 1 역
- 김필 : 폐창고형사 2 역
- 최규환 : 지구대순경 1 역
- 최이준 : 지구대 순경 2 역
- 이진권 : 마늘 오른팔 역
- 정동규 : 비서실장 역
- 강현중 : 택시기사 역
- 한연수 : 핸드폰수거녀 역
- 전소니 : 여신도 6 역
- 조한선 : 상근 역 (특별출연)
- 방은희 : 은희 역 (특별출연)
- 서동수 : 홍일 역 (특별출연)
- 반민정 : 오 팀장 역 (특별출연)
- 퀸비즈 : 걸그룹 역 (특별출연)